# Eric Hill
Eric Gordon Hill (Holloway (Londres), 7 de septiembre de 1927-Templeton (California), 6 de junio de 2014) fue un escritor e ilustrador británico de literatura infantil, conocido por su personaje Spot. Sus trabajos han sido ampliamente elogiados por sus contribuciones a la alfabetización infantil.

## Biografía
Nació en Holloway (Londres), pero su familia fue evacuada durante la Segunda Guerra Mundial. Dejó el colegio a los 14 años para trabajar como chico de los encargos de un estudio de ilustración. Poco después, empezó a hacer sus primeros dibujos en sus momentos libres. Después de hacer el servicio militar, produjo bocetos para revistas y más tarde trabajó como diseñador e ilustrador independiente en publicidad.
Se trasladó con su familia a Tucson (Arizona) en 1983 y después a un rancho en California. Apareció en la serie Mister Rogers' Neighborhood en el episodio 1645 donde Fred Rogers y él discutían sobre una página del libro Spot.  
Fue nombrado Oficial del Orden del Imperio Británico (OBE) en 2008 por su contribución a la literatura infantil. Murió a los 86 años en su casa en California.

## Where's Spot?
Hill creó una historia de un perro llamado Spot en 1976 por su hijo Christopher. En el primer libro libro, Spot se escondía detrás de pequeñas aletas que los niños pequeños podían levantar. Hill dijo que su objetivo era reconocer "que los niños tienen mucha más inteligencia y estilo de lo que muchos adultos les atribuyen", e invitarlos a experimentar "ideas que estaban fuera de su experiencia pero que eran lo suficientemente básicas como para ser entendidas".
Después de que un amigo le presentara a un agente literario, su primer libro Where's Spot? fue publicado en 1980 por Frederick Warne & Co y rápidamente se hizo popular. Luego produjo una serie de libros similares y amplió la gama de personajes. Se estima que se vendieron más de 60 millones de copias. Las historias han traducido a más de 60 idiomas y han dado lugar a una serie de animación para televisión.